# Mastrus boreaphilus
Mastrus boreaphilus là một loài tò vò trong họ Ichneumonidae.